# Pristimantis gutturalis
Espèce
Synonymes
- Eleutherodactylus gutturalis Hoogmoed, Lynch & Lescure, 1977

Statut de conservation UICN

 LC  : Préoccupation mineure
Pristimantis gutturalis est une espèce d'amphibiens de la famille des Craugastoridae.

## Répartition
Cette espèce se rencontre entre 30 et 310 m d'altitude :
- au Brésil dans l'État d'Amapá ;
- dans la moitié Sud de la Guyane ;
- dans le sud-est du Suriname.

## Publication originale
- Hoogmoed, Lynch & Lescure 1977 : A new species of Eleutherodactylus from Guiana (Leptodactylidae, Anura). Zoologische Mededelingen, vol. 51, no 3, p. 33-41 (texte intégral).